# ماریو لاسترینلی
ماریو لاسترینلی (انگلیسی: Mauro Lustrinelli؛ زادهٔ ۲۶ فوریهٔ ۱۹۷۶) یک بازیکن فوتبال اهل سوئیس است.
وی همچنین در تیم ملی فوتبال سوئیس بازی کرده‌است.